# Urnaloricus gadi
Espèce
Urnaloricus gadi est une espèce de loricifères de la famille des Urnaloricidae.

## Distribution
Cette espèce a été découverte sur le banc des Féroé dans l'océan Atlantique Nord, au Sud-Ouest des îles Féroé

## Étymologie
Cette espèce est nommée en l'honneur de Gunnar Gad.

## Publication originale
- Heiner & Kristensen, 2009 : Urnaloricus gadi nov. gen. et nov. sp. (Loricifera, Urnaloricidae nov. fam.), an aberrant Loricifera with a viviparous pedogenetic life cycle. Journal of morphology, vol. 270, no 2, p. 129-153.